# Ministeri de Medi Ambient, Agricultura i Ramaderia d'Andorra
El Ministeri de Medi Ambient, Agricultura i Sostenibilitat és un dels departaments ministerials del Govern d'Andorra. Té competències en matèria de Medi Ambient i Agricultura. La seua missió és garantir que el territori del Principat tingui una xarxa sostenible en matèria d'agricultura i també vigilar l'evolució en medi ambient. El titular actual és Guillem Casal Font.

## Estructura del Ministeri de Medi Ambient, Agricultura i Ramaderia
1. Departament d'Agricultura
  1. Servei Veterinari de Salut i Protecció dels animals
  2. Àrea d'Explotacions i estructures Agràries
  3. Suport Administratiu i Gestió Pressupostària
  4. Altres àmbits de suport general
    1. Gossera oficial
    2. Escorxador Nacional d'Andorra

1. Direcció general de Medi Ambient i Sostenibilitat
  1. Oficina de l'Energia i del Canvi Climàtic (OECC)
  2. Energia i Canvi climàtic
  3. Meteorologia
  4. Suport administratiu

1. Departament de Medi Ambient i Sostenibilitat 
  1. Àrea de Gestió i Control Ambiental i Seguretat Industrial
  2. Àrea de Medi Aquàtic, Infraestructures i Fauna
  3. Àrea de Paisatge, Biodiversitat i Avaluació Ambiental
  4. Qualitat, Suport
  5. Cos de Banders

## Llista de ministres
| Legislatura                                                                | Nom                                             | Nom                                             | Inici mandat                                    | Fi mandat                                       | Partit polític                                  | Partit polític                                  |
| Ministeri de Medi Ambient i Turisme (1996-1998)                            | Ministeri de Medi Ambient i Turisme (1996-1998) | Ministeri de Medi Ambient i Turisme (1996-1998) | Ministeri de Medi Ambient i Turisme (1996-1998) | Ministeri de Medi Ambient i Turisme (1996-1998) | Ministeri de Medi Ambient i Turisme (1996-1998) | Ministeri de Medi Ambient i Turisme (1996-1998) |
| -------------------------------------------------------------------------- | ----------------------------------------------- | ----------------------------------------------- | ----------------------------------------------- | ----------------------------------------------- | ----------------------------------------------- | ----------------------------------------------- |
| I                                                                          |                                                 | Enric Pujal Areny                               | 23 de febrer de 1996                            | 8 d'octubre de 1998                             |                                                 | Partit Liberal d'Andorra                        |
| II                                                                         |                                                 | Enric Pujal Areny                               | 23 de febrer de 1996                            | 8 d'octubre de 1998                             |                                                 | Partit Liberal d'Andorra                        |
| Ministeri d'Agricultura i Medi Ambient (2001-2005)                         |                                                 |                                                 |                                                 |                                                 |                                                 |                                                 |
| III                                                                        |                                                 | Olga Adellach Coma                              | 12 d'abril de 2001                              | 7 de juny de 2005                               |                                                 | Partit Liberal d'Andorra                        |
| Ministeri de Turisme i Medi Ambient (2005-2009)                            |                                                 |                                                 |                                                 |                                                 |                                                 |                                                 |
| IV                                                                         |                                                 | Antoni Puigdellívol Riberaygua                  | 8 de juny de 2005                               | 8 de juny de 2009                               |                                                 | Partit Liberal d'Andorra                        |
| Ministeri d'Ordenament Territorial, Medi Ambient i Agricultura (2009-2010) |                                                 |                                                 |                                                 |                                                 |                                                 |                                                 |
| V                                                                          |                                                 | Vicenç Alay Ferrer                              | 8 de juny de 2009                               | 19 de març de 2010                              |                                                 | Partit Socialdemòcrata                          |
| Ministeri de Medi Ambient i Agricultura (2010-2011)                        |                                                 |                                                 |                                                 |                                                 |                                                 |                                                 |
| V                                                                          |                                                 | Vicenç Alay Ferrer                              | 19 de març de 2010                              | 13 de maig de 2011                              |                                                 | Partit Socialdemòcrata                          |
| Ministeri de Turisme i Medi Ambient (2011-2015)                            |                                                 |                                                 |                                                 |                                                 |                                                 |                                                 |
| VI                                                                         |                                                 | Francesc Camp Torres                            | 13 de maig de 2011                              | 1r d'abril de 2015                              |                                                 | Demòcrates per Andorra                          |
| Ministeri de Medi Ambient, Agricultura i Sostenibilitat (2015-2023)        |                                                 |                                                 |                                                 |                                                 |                                                 |                                                 |
| VII                                                                        |                                                 | Sílvia Calvó Armengol                           | 1r d'abril de 2015                              | 17 de maig de 2023                              |                                                 | Demòcrates per Andorra                          |
| VIII                                                                       |                                                 | Sílvia Calvó Armengol                           | 1r d'abril de 2015                              | 17 de maig de 2023                              |                                                 | Demòcrates per Andorra                          |
| Ministeri de Medi Ambient, Agricultura i Ramaderia (2023-)                 |                                                 |                                                 |                                                 |                                                 |                                                 |                                                 |
| IX                                                                         |                                                 | Guillem Casal Font                              | 17 de maig de 2023                              | en el càrrec                                    |                                                 | Demòcrates per Andorra                          |